# Reux (Belgique)
Pour les articles homonymes, voir Reux (homonymie).
Reux est un hameau belge de l'ancienne commune de Conneux, situé dans la commune de Ciney dans la province de Namur en Région wallonne.
Le hameau abrite un château et ses deux dépendances ainsi que la «ferme d’en haut» ou «ferme Bouchat» (du nom de la famille d’agriculteurs éleveurs qui l’occupa pendant plusieurs générations), la «ferme d’en bas» ou le «Meix (prononcer \mɛ\) de Reux» ainsi que 5 autres bâtis érigés entre le XVIe et le XXe siècle.

Armes des Goffinet

Armes des Moncheur

Le 7 août 1900, Jules Goffinet, ingénieur des mines, administrateur de sociétés et ancien consul à Madrid, époux d'Anna Quairier, fille de Joseph, directeur à la Société générale de Belgique, rachèta au baron Ludovic Moncheur un domaine de 179 hectares 58 ares 80 centiares à Reux (Conneux).

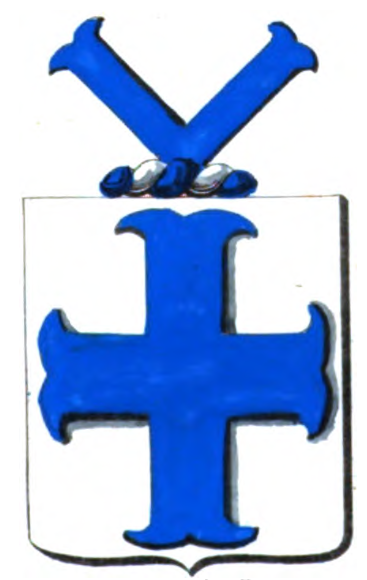
Armes des Doethingem

Désigné sous l'Ancien Régime sous le nom de fief de Ferage à Reux-en-Famenne, le domaine dépendait de la mairie de Ciney (principauté de Liège). Il avait appartenu précédemment à Anne de Coppin, dame de Vecmont, ancienne chanoinesse de Moustier, épouse du baron Louis de Doetinghem, major au service d'Autriche, avant de passer à sa fille Caroline de Doetinghem, épouse de Louis Bauchau, puis à leur fille Louisa épouse du baron François Moncheur (1806-1890), membre de la Chambre des représentants, ministre des Travaux publics, parents du baron Ludovic Moncheur.
Le domaine qui comptait 128 hectares au début du XIXe siècle avait été érigé en fief par le sire de Beauraing au profit de Godefroid de Saint Quentin qui le céda en 1386 à Henri de Reux. Il resta dans la descendance féminine de ce dernier jusqu'en 1786, année où le fief fut cédé par Philippe-Paul Joseph de Garcia de la Vega à Joseph-Augustin de Coppin, chanoine de Ciney, seigneur de Falaën, de Beausaint et de Montaigle. Après le décès du chanoine en émigration à Bamberg (Allemagne) en 1795, le fief dit de Ferage à Reux échut à sa nièce, la baronne de Doetinghem. Au XIXe siècle, François Moncheur étendit le domaine hérité par son épouse par l'acquisition d'une ferme à la famille Collard, de Hotton, et d'une autre à la famille Pirlot, de Chevetogne.
L'histoire des Coppin est étroitement liée au château de Conjoux voisin. Gilles  Coppin, prévôt de Marche, avaient racheté en 1472 la seigneurie  de Conjoux  à Jean de Custinne, descendant de  Gilles de Saint-Vincent, seigneur hautain de Custinne en 1271. à la fin de l'ancien régime, le château et la seigneurie de Conjoux était la propriété de Louis-Marie-Ferdinand baron de Coppin de Conjoux, frère de la baronne de Doetinghem, née Coppin.
Le projet de construire un château à Reux nait vers 1905, année où les nouveaux propriétaires confient  l'avant projet d'un château "néo-renaissance" à Reux à l'architecte namurois Edouard Van Gheluwe. Après le décès de celui-ci le 6 octobre 1906, Jules et Anna Goffinet transmettent la mission à l'architecte Octave Flanneau qui vient de reprendre la supervision des travaux du palais de Bruxelles. À la mort de Jules Goffinet en 1919 le château passa à son fils le baron Henri Goffinet (1884-1958) puis à son petit-fils le baron Christian Goffinet (1922-2013), dernier bourgmestre de Conneux au moment de la fusion de la commune avec la ville de Ciney. Christian Goffinet était l'époux de Marthe de Montpellier d'Annevoie (1927-2020), la petite-fille de Ludovic Moncheur.
Entre 1910 et 1930, les Goffinet ont aménagé autour du château un grand parc dans l'esprit des parcs victoriens d'Angleterre.